# Unciti
Unciti – gmina w Hiszpanii, w Nawarze, o powierzchni 37,31 km². W 2011 roku gmina liczyła 234 mieszkańców.